# Притча про закваску
При́тча про заква́ску або Притча про зако́ни і Притча про ро́зчини — це притча про Царство Боже та з чим можна його порівняти. Описується у Євангелії від Луки 13:20-21 та від Матвія 13:33.

## Оригінальний текст
|  | І далі вів Ісус: «З чим іще порівняти Царство Боже? Воно подібне до дрібки дріжджів, які жінка змішує з трьома мірками борошна, щоб пізніше тісто зійшло». |

|  | Ще одну притчу розповів Ісус: «Царство Небесне подібне до дріжджів, що їх жінка розводить, кладе до трьох мірок борошна і залишає так, поки все тісто не зійде». (Паралельні місця: Бут 18:6, 1 Кор 5:6, Гал. 5:9 ) |

Шаблон без

### Пояснення
Господь Ісус Христос, пояснюючи вчення про Царство Боже, сказав: «До чого уподібню Царство Боже?» Воно подібне до закваски, яку жінка, взявши, поклала на три міри борошна, аж поки не вкисне все
Проста і стисла ця притча, та глибокий подвійний зміст міститься в ній: загальноісторичний процес спасіння людей і особистий процес спасіння кожної людини.
- Історичний процес: Після всесвітнього потопу від синів Ноєвих — Сима, Хама і Яфета виникли три раси людського роду: семіти, хаміти і яфетити. Вони і є три мірки борошна, в які Христос вкладає Свою небесну закваску — Святого Духа, вкладає усім расам людським, без будь-якого обмеження і винятку

Як жінка за допомогою закваски перетворює звичайне борошно на хліб, так і Христос за допомогою Духа Святого перетворює звичайних людей на синів Божих, на безсмертних жителів Царства Небесного.
Процес закваски почався в день сходження Святого Духа на апостолів і триває дотепер, і триватиме до кінця віку — аж доки не вкисне все.
- Особистий процес: Спаситель, через хрещення в ім'я Пресвятої Тройці, дає небесну закваску — дари Св. Духа, силу благодаті — душі кожної людини, тобто головним здібностям чи силам людської душі: розуму, почуттю (серцю) і волі. Це і є «три міри». Усі три сили душі людської гармонійно ростуть і підносяться до неба, сповнюючись світлом розуму, теплом любові і славою добрих справ, творячи людей синами і дочками Божими, спадкоємцями Царства Небесного[2].

Господь дав у приклад жінку тому, що жінка, як дружина і мати, з любов'ю готує домашній хліб для дітей і всіх домашніх, тоді як чоловік-пекар готує хліб для продажу, розраховуючи на прибуток, на вигоду.
Мірка (з арамейської — «сата») — це міра сипкого у гебреїв. Повна сата становить 13.5 літрів, мала сата — це половина повної сати. Гебреї на одне печиво хліба використовували три саті, або три мірки.
Відомо, що так як закваска і дріжджі ніби проникають одне в одне, так і зло тенетами опутує світ у всіх напрямках. Схоже, що закваска символізує зло, яке присутнє на землі між двома приходами Ісуса Христа. Але це, тут, на землі, а не в Царстві Божому.
Там, у Царстві Божому, закваска на дріжджах у повній гармонії барв, звуків та всього іншого, що не доступне, не відчутне й невідоме нам земним людям, бо це неперевершена краса, всемогутня та життєдайна велич, благо і неосяжна безкінечність.
Під бродильною розчиною можна розуміти також активну й неспинну дію. Адже дріжджове бродіння не можна зупинити, аж поки не вкисне і не буде спечений хліб. Як розчина все більше й більше буде зброджувати, так і кількість тих, хто намагатиметься ввійти в Царство Боже, буде постійно зростати в міру розповсюдження християнства на землі. Хоч як гонитимуть християн, хоч як будуть знущатися над ними, хоч як не мучитимуть їх, прогресивного і невпинного розвитку і розквіту християнства ніхто не зупинить, «аж поки все не вкисне».